# Gheorghe Soare
Gheorghe Soare a fost un actor român de film și teatru.

## Biografie
S-a născut pe 15 ianuarie 1925 la Iași, România. Este fiul învățătorului Vlad Soare și al soției sale, Maria. A urmat școala primară „Gheorghe Lazăr” și liceul „Costache Negruzzi” din Iași. A absolvit Institutul de Artă Teatrală și Cinematografie din București în 1950.

## Filmografie
- La „Moara cu noroc” (1957)
- Două lozuri (1957)
- Comoara din Vadul Vechi (1964)

- Năpasta (1964)
- Râpa dracului (1957)
- Brigada lui Ionuț (1954) - Hutanu
- Mitrea Cocor (1952)
- În sat la noi (1951) - Ifrim
- Reforma agrară (1945) - lectura comentariului
- Apărarea contra aeronavelor (1944) - lectură
- Lucrări agricole (1944) - lectură
- O zi în tabăra jandarmilor pedeștri (1944) - lectură
- Trandafirii Bucureștiului (1944) - lectură
- Ajutorul de iarnă IV / Ajutorul de iarnă: Colecta fierului vechiu (1943) - lectură
- Apărarea pasiva I / Ce nu trebuie să faceți (1943) - lectură
- Atelierele de confecțiuni ale Armatei (1943) - lectură
- Cu vitejii noștri în Răsărit (1943) - lectură
- Darul vostru e dar ceresc! (1943) - lectură
- Doi ani de luptă pentru dreptatea românească (1943) - lectură
- Eroilor noștri (1943) - lectură
- Inspecțiile Domnului Mareșal Antonescu în Basarabia, Transnistria și Moldova (1943) - lectură
- Marinarii noștri la datorie (1943) - lectură
- Pomicultura (1943) - lectură
- Săptămâna Olteniei (1943) - lectură
- Săptămâna universitară 1943 (1943) - lectură
- Serbările Basarabiei la 25 de ani de la Unirea cu România (1943) - lectură
- Tineretul român învață schiul (1943) - lectură
- Uzinele românești făuresc armele victoriei (1943) - lectură
- Vânătorii de munte în Caucaz (1943) - lectură
- Vizita în România a delegatului Crucii Roșii Internaționale (1943) - lectură
- Vizita Mareșalului în Transnistria (1943) - lectură
- Zburătorii României (1943) - lectura comentariului
- 10 mai 1942 (1942) - lectură
- Adunarea Naționala a Clerului și Învățătorilor (1942) - lectură
- Ajutorul de iarna: Ziua ostașului - Familiile luptătorilor și invalizilor (1942) - lectură
- Cucerirea Sevastopolului (1942) - lectură
- Cultivați zarzavaturi (1942) - lectură
- Datini din străbuni (1942) - lectură
- Domnul Mareșal Antonescu printre ostașii de pe frontul de răsărit (1942) - lectură
- Domnul Mareșal Antonescu printre ostașii de pe frontul de răsărit / Mareșalul Conducător în inspecție pe front și în Transnistria (1942) - lectură
- Evoluția și misiunea poporului român: din cartea vieții neamului românesc / Noi (1942) - lectură
- Grija pentru mamă și copil (1942) - lectură
- Serbările Dezrobirii (1942) - lectură
- Sub semnul bunului samaritean (1942) - lectură
- Vizita Majestății Sale Regele pe front (1942) - lectură
- Împrumutul reîntregirii I (1941) - lectura comentariului
- Împrumutul reîntregirii II (1941) - lectura comentariului
- Împrumutul reîntregirii III (1941) - lectura comentariului
- Mandra noastră țară (1941) - lectură
- România în lupta contra bolșevismului (1941) - lectură
- Strângeți bani albi pentru zile negre (1941) - lectură
- Manasee (1925) - cantor
- Țigăncușa de la iatac (1923) - fecior
- Trupele române în Crimeea - lectura comentariului[1]